# Giuliana
Giuliana es una localidad italiana de la provincia de  Palermo, región de Sicilia, con 2134 habitantes.

Ubicación de la ciudad de Giuliana dentro de la provincia de Palermo

## Evolución demográfica
| Gráfica de evolución demográfica de Giuliana entre 1861 y 2001 |
|                                                                |
| Fuente ISTAT - Elaboración gráfica por parte de Wikipedia      |